# Scharnhorst (deutsch-russisches Adelsgeschlecht)
Scharnhorst ist der Name eines 1716 in Wien in den Reichsadelsstand erhobenen Adelsgeschlechts.
Die Familie ist von den 1802 in Preußen nobilitierten Scharnhorst zu unterscheiden.

## Geschichte
Die Stammreihe beginnt mit Thies Scharnhorst. Dessen Sohn Andreas Scharnhorst (1638–1712) war Besitzer von Osendorf, Bezirk Stade, und schwedischer Oberzollinspektor in Brunshausen, Oberaufseher über das Zollwesen in Bremen und Verden. Dessen Söhne Gustav Karl Scharnhorst (1672–1737), großbritannischer und braunschweig-lüneburgischer Vizedirektor der Justizsachen und Andreas Jesaias Scharnhorst, schwedischer Hauptmann a. D. wurden am 7. Juli 1716 in Wien nobilitiert.
Christiane von Scharnhorst († 1871) war Oberhofmeisterin der Großherzogin von Oldenburg. Ihr war die Führung des Freiherrentitels gestattet.

## Angehörige
- Wassili Lwowitsch Scharnhorst (1799–1873), russischer Generalleutnant
- Konstantin Wassiljewitsch Scharnhorst (1846–1908), russischer Topograf und Hochschullehrer

## Wappen
Das Wappen (1716) ist durch eine blaue Spitze, darin auf grünem Dreiberg ein goldener Kranich mit einer goldenen Kugel im erhobenen rechten Ständer, gespalten; rechts in Schwarz ein goldener, links in Gold ein schwarzer, die Sachsen einwärtskehrender Flügel. Auf dem gekrönten Helm mit blau-silbernen Decken der Kranich vor sieben weißgespiegelten Pfauenfedern. Es gibt auch hiervon abweichende Blasonierungen bzw. Darstellungen.